# 上級講師
上級講師（英: senior lecturer）は、イギリス、アイルランド、ニュージーランド、オーストラリア、スイス、イスラエルの大学教員の職階。北米の准教授（英: associate professor）にほぼ相当する。

## 欧州
イギリス、ニュージーランド、オーストラリア、スイスの上級講師は、北米の准教授（英: associate professor）に相当する。また、これらの国において講師（英:lecturer）は、北米の助教授（英: Assistant Professor）に相当する。
スイスの上級講師はドイツ語ではOberassistentもしくはAkademischer Rat、フランス語ではChargé de coursと表記される。

## 北米
アメリカ合衆国やカナダの上級講師は、殆どの場合に非常勤である。